# 美麗猫 -ミラキャット-
『美麗猫』 -ミラキャット-は宝塚歌劇団の舞台作品。星組公演。形式名は「ファンタスティック・ショー」。24場。
作・演出は三木章雄。併演作品は『黄金のファラオ』。

## 解説
※『宝塚歌劇100年史（舞台編）』の宝塚大劇場公演参考。
美しい猫が時を越えて生まれ変わり、時代の寵児たちと繰り広げられる恋とロマンを、めぐるめく美しいシーンで綴っていくショー。大人な魅力溢れる稔幸と星奈優里のトップコンビを中心に、猫のしなやかさと妖しさが漂うストーリー性のあるダンスシーンや、猫の感性に拘ったテンポ良いエネルギッシュなシーンなど、エキゾチックで耽美な香り漂うゴージャスなステージを展開した。
宝塚では花組に続き、初舞台生が出演した。

## 公演期間と公演場所
- 2000年5月19日 - 6月26日　宝塚大劇場[1]
- 2000年8月19日 - 9月17日　TAKARAZUKA1000days劇場（東京）[2]
- 2000年10月20日 - 11月12日　全国ツアー[3]

### 全国ツアーの日程
- 10月20日　大分県立総合文化センター[3]
- 10月21日・22日　九州厚生年金会館（北九州市）[3]
- 10月24日・25日　福岡市民会館[3]
- 10月27日　山口市民会館[3]
- 10月28日　広島郵便貯金会館[3]
- 10月29日　ふくやま芸術文化ホール[3]
- 10月1日・11月1日　浜松アクトシティ[3]
- 11月3日　グリーンホール相模大野[3]
- 11月4日・5日　市川市文化会館[3]
- 11月7日・8日　大宮ソニックシティ大ホール[3]
- 11月10日　江南市民文化会館[3]
- 11月11日　瀬戸市文化センター[3]
- 11月12日　半田市福祉文化会館[3]

## スタッフ
※氏名の後ろに「宝塚」、「東京」、「全国」の文字がなければ全劇場共通。
- 作曲[1]・編曲[1]：高橋城/吉田優子/鞍富真一
- 編曲：木川田薪[1]
- 音楽指揮：佐々田愛一郎[1]
- 振付[1]：羽山紀代美/名倉加代子/藍エリナ/御織ゆみ乃/若央りさ
- 装置：大橋泰弘[1]
- 衣装：任田幾英[1]
- 照明：勝柴次朗（宝塚・東京）[1]、株式会社ハートス（全国）[3]
- 音響：加門清邦[1]
- 小道具：伊集院撤也[1]
- 効果：扇野信夫[1]
- 演出助手[1]：児玉明子/川上正和
- 装置補：新宮有紀[1]
- 装置助手：國包洋子[1]
- 衣装補：河底美由紀[1]
- 舞台進行：恵見和弘（宝塚・東京）[1]、クリエイト大阪（全国）[3]
- 舞台監督[2]：藤村信一（東京）/木村信也（東京）/宮脇学（東京）/林田勇吾（東京）
- 小道具補：谷田祥一[1]
- 舞台美術製作：株式会社宝塚舞台[1]
- 演奏：宝塚歌劇オーケストラ（宝塚）[1]
- 録音演奏：宝塚歌劇オーケストラ（東京）[2]
- 制作：森下信雄[1]

## 休演者

### 宝塚（ベルリン公演出演のため）
- 朝宮真由[1]
- 秋園美緒[1]
- 美椰エリカ[1]
- 水瀬あお[1]
- 真飛聖[1]
- 涼紫央[1]
- 琴まりえ[1]
- 拓麻早希[1]
- 柚希礼音[1]

### 全国ツアー
- 久城彬[3]

## 主な配役
宝塚
- 美麗猫・男、大公、美麗王、戦士S、夢幻猫・男、美麗猫・男S - 稔幸[1]
- 美麗猫・女、SHANGHAIリリィ、美麗妃、ミラクル・キャット、夢幻猫・女、美麗猫・女S - 星奈優里[1]
- 美猫の貴公子、キング、ジターノS、麗猫・男S、ワイルド・キャットA、戦士、狂想猫・男S、美麗猫・男A - 絵麻緒ゆう[1]
- 黒猫、美猫・男、神父、麗猫・男A、ワイルド・キャットA、戦士、華麗猫・男A、ミラキャット・男A - 彩耀直[1]
- 黒猫、美猫・男、ブラック・キャット、ジターノA、麗猫・男A、ワイルド・キャットA、戦士、巴里猫S、ミラキャット・男A - 音羽椋[1]

東京の変更点
- 美猫・男、ワイルド・キャットA、戦士、ミラキャット・男A - 彩輝直[2]
- 美猫・男、ワイルド・キャットB、戦士 - 久城彬[2]
- 美猫・男、ブラック・キャット、ワイルド・キャットA、戦士、ミラキャット・男A - 音羽椋[2]
- 美猫・男、ワイルド・キャットA、戦士、激唱猫A、ミラキャット・エトワール - 夢輝のあ[2]
- 美猫・男、ブラック・キャット、雄猫、ワイルド・キャットB、戦士、激唱猫、ミラキャット・男A - 朝澄けい[2]
- 美猫・男、ブラック・キャット、ワイルド・キャットB、戦士、激唱猫、ミラキャット・男A - 真飛聖[2]
- 美猫・女、麗猫・女A、華麗猫・女A、ミラキャット・女A - 秋園美緒[2]
- 美猫・女、麗猫・女A、華麗猫・女A、ミラキャット・女A - 妃里梨江[2]

全国ツアーの変更点
- 黒猫、美猫、ブラック・キャット、ジターノA、麗猫A、ワイルド・キャットA、戦士、激唱猫、狂想猫A、ミラキャットA - 鳴海じゅん[3]
- 黒猫、ブラック・キャット、神父、麗猫A、ワイルド・キャットA、戦士、激唱猫、狂想猫 - 朝澄けい[3]
- 美猫、ブラック・キャット、ジターノA、麗猫A、激唱猫、ミラキャットA - 椿火呂花[3]
- 美猫、花嫁S、麗猫A - 陽色萌[3]